# Rubídium-butirát
A rubídium-butirát a butánsav rubídiumsója képlete C4H7O2Rb. 

## Előállítása
Rubídium-hidroxid és butánsav reakciójával lehet előállítani:
{\displaystyle \mathrm {RbOH+C_{3}H_{7}COOH\longrightarrow C_{3}H_{7}COORb+H_{2}O} }
De elő lehet állítani rubídium-karbonát és butánsav reakciójával is, a reakcióban víz és szén-dioxid is keletkezik:
{\displaystyle \mathrm {Rb_{2}CO_{3}+2\ C_{3}H_{7}COOH\longrightarrow 2\ C_{3}H_{7}COORb+H_{2}O+CO_{2}\uparrow } }

## Tulajdonságai
Négy különböző kristályszerkezete van a fázisátmenetek 191 K, 346 K és 466 K hőmérsékleten következnek be.

## Fordítás
Ez a szócikk részben vagy egészben  a   Rubidiumbutyrat című német Wikipédia-szócikk fordításán alapul.  Az eredeti cikk szerkesztőit annak laptörténete sorolja fel. Ez a jelzés csupán a megfogalmazás eredetét és a szerzői jogokat jelzi, nem szolgál a cikkben szereplő információk forrásmegjelöléseként.